# Almaceda
Almaceda – sołectwo gminy Castelo Branco, położone w dystrykcie, Castelo Branco. Według starego podziału administracyjne było częścią prowincji Beira Baixa.

## Historia
Liczne znaleziska archeologiczne, wskazują na to, że tereny te zostały zaludnione w starożytności, przed podbiciem tych terenów przez Rzymian. Zachowały się także pozostałości kanałów nawadniających i kopalni.
Pierwsza wzmianka o miejscowości pojawia się w dokumentach templariuszy, w 1182 roku.